# Камеральная налоговая проверка
Камера́льная нало́говая прове́рка — деятельность уполномоченных налоговых органов по контролю за соблюдением налогоплательщиками, налоговыми агентами и плательщиками сборов и страховых взносов законодательства о налогах и сборах в порядке, установленном Налоговым кодексом Российской Федерации (НК РФ), посредством налоговой проверки, проводящейся по месту нахождения налогового органа на основе налоговых деклараций (расчётов) и документов, представленных налогоплательщиком, а также других документов о деятельности налогоплательщика, имеющихся у налогового органа.

## Порядок проверки
Камеральная налоговая проверка проводится уполномоченными должностными лицами налогового органа в соответствии с их служебными обязанностями без какого-либо специального решения руководителя налогового органа в течение трёх месяцев со дня представления налогоплательщиком налоговой декларации (расчёта).
Согласно статье 88 НК РФ камеральная налоговая проверка на основе налоговой декларации по налогу на добавленную стоимость, документов, представленных в налоговый орган, а также других документов о деятельности налогоплательщика, имеющихся у налогового органа, проводится в течение двух месяцев со дня представления такой налоговой декларации.
В случае, если до окончания камеральной налоговой проверки налоговой декларации по налогу на добавленную стоимость налоговым органом установлены признаки, указывающие на возможное нарушение законодательства о налогах и сборах, руководитель (заместитель руководителя) налогового органа вправе принять решение о продлении срока проведения камеральной налоговой проверки. Срок камеральной налоговой проверки может быть продлен до трех месяцев со дня представления налоговой декларации по налогу на добавленную стоимость.
При проведении проверки сотрудники налоговой инспекции не только проверяют правильность исчисления того или иного налога, но также сопоставляют показатели, отражаемые в разных отчётностях, для выявления возможных ошибок. Также особое внимание уделяется проверке «свежих» показателей, то есть тех, которые были введены в налоговое законодательство за непродолжительное время до проведения проверки.
Если проверкой выявлены ошибки в налоговой декларации (расчёте) и (или) противоречия между сведениями, содержащимися в представленных документах, либо выявлены несоответствия сведений, представленных налогоплательщиком, сведениям, содержащимся в документах, имеющихся у налогового органа, и полученным им в ходе налогового контроля, об этом сообщается налогоплательщику с требованием представить в течение 5 дней необходимые пояснения или внести соответствующие исправления в установленный срок.
Налогоплательщик, представляющий в налоговый орган пояснения относительно выявленных ошибок в налоговой декларации (расчёте) и (или) противоречий между сведениями, содержащимися в представленных документах, вправе дополнительно представить в налоговый орган выписки из регистров налогового и (или) бухгалтерского учёта и (или) иные документы, подтверждающие достоверность данных, внесённых в налоговую декларацию (расчёт).
Согласно вступившему в силу 1 января 2014 года абзацу 3 пункта 3 статьи 88 НК РФ (в ред. пп. «а» п. 8 ст. 10 Федерального закона № 134-ФЗ), при проведении камеральной налоговой проверки налоговой декларации (расчёта), в которой заявлена сумма полученного в соответствующем отчётном (налоговом) периоде убытка, налоговый орган вправе требовать у налогоплательщика представить в течение 5 дней необходимые пояснения, обосновывающие размер полученного убытка.

## Оформление результатов налоговой проверки
В случае выявления нарушений законодательства о налогах и сборах в ходе проведения камеральной налоговой проверки должностными лицами налогового органа, проводящими указанную проверку, должен быть составлен акт налоговой проверки по установленной форме в течение 10 дней после окончания камеральной налоговой проверки (согласно статье 100 НК РФ).
Не позднее 5 дней с даты составления акт налоговой проверки вручается налогоплательщику, который, в свою очередь, в течение 1 месяца вправе подать в налоговую инспекцию письменные возражения на акт камеральной проверки. В течение 10 дней после окончания срока представления возражений руководитель налогового органа обязан рассмотреть материалы проверки, возражения налогоплательщика, и вынести решение о привлечении либо об отказе в привлечении к ответственности за совершение налогового правонарушения.